# Das Urteil: Der schlimmste Feind
Der schlimmste Feind (The Ultimate Foe) ist der vierte Teil des 143. Handlungsstrangs mit dem Titel Das Urteil (The Trial of a Time Lord) der britischen Science-Fiction-Fernsehserie Doctor Who. Er besteht aus 2 Episoden, die am 29. November und 6. Dezember 1986 ausgestrahlt wurden.

## Handlung
Kurz bevor die Vorsitzende des hohen Gerichts über das Schicksal des Doktors entscheiden kann, beschuldigt dieser den Ankläger, dass er die Aufnahmen der Matrix von Gallifrey gefälscht habe, um ihn in einem schlechten Licht darzustellen. Der Hüter der Matrix schreitet jedoch ein und behauptet, dass niemand die Matrix ohne Zugangsschlüssel betreten oder gar Aufnahmen ändern kann. Im selben Moment taucht der Meister (im Original Master) auf dem Matrix-Bildschirm auf, um zu demonstrieren, dass es sehr wohl möglich ist, die Matrix zu betreten, ohne dass der Hüter davon etwas mitbekommt. Im Wortausstausch zwischen dem Meister, dem hohen Gericht und dem Ankläger erwähnt der Master, dass es sich beim Ankläger um eine zukünftige Inkarnation des Doktors handele, die darauf aus sei, seinem jüngeren Selbst alle verbleibenden Regenerationen zu stehlen.
Als auch noch Sabalom Glitz und Mel im Gerichtssaal auftauchen und die Aussagen des Meisters bezeugen, flieht der Ankläger aus dem Gerichtssaal in die Matrix von Gallifrey. Der Doktor und Glitz folgen dem Ankläger in die Matrix und finden sich plötzlich vor einem Gebäude mit dem Titel „The Fantasy Factory“ wieder. Im Inneren treffen die beiden auf Mr. Popplewick, der sie durch eine Tür schickt, durch die der Doktor und Glitz in einer Wüste landen. Dort angekommen wird der Doktor von Händen aus dem Boden überrascht, die ihn unter den Sand ziehen, und stirbt scheinbar.
Als Glitz beginnt, dem Doktor nachzutrauern, taucht dieser wie aus Zauberhand wieder auf, ohne eine Schramme am Körper. Der Doktor erklärt, dass alles, was in der Matrix passiert, nicht real ist und deswegen weder ihm noch Glitz irgendetwas passieren kann. Im selben Moment taucht auch der Ankläger auf, der den Doktor und Glitz mit tödlichem Nervengas attackiert. Die beiden können sich noch in ein heruntergekommenes Gebäude in der Wüste rettet und müssen im Inneren feststellen, dass es sich dabei um die TARDIS des Meisters handelt. Der Meister will dem Doktor helfen, da selbst er keine Chance gegen den Ankläger hätte, doch bei einem Versuch, den Ankläger in der Fantasy Factory zu überraschen, wird die Gruppe getrennt und der Doktor entkommt der Matrix, während Glitz und der Meister zurückbleiben. Zurück im Gerichtssaal wird der Doktor vom hohen Rat schuldig gesprochen und als Strafe soll er hingerichtet werden.
Wie sich herausstellt, handelt es sich bei diesem Schuldspruch lediglich um eine Illusion der Matrix und Mel muss in der Realität zusehen, wie der Doktor zurück zur Fantasy Factory gebracht wird, wo er hingerichtet werden soll. Da sie den Anblick nicht erträgt, entreißt sie dem Hüter der Matrix den Zugangsschlüssel, um den Doktor zu retten. Nachdem Mel den Doktor vor den falschen gallifreyschen Wachen gerettet hat, stellt sich heraus, dass der Doktor wusste, dass es sich beim Schuldspruch lediglich um eine Illusion handelte und dass er so näher an den Ankläger herankommen wollte. Zusammen mit Mel begibt sich der Doktor erneut in die Fantasy Factory, wo er abermals auf Mr. Popplewick trifft. Als Popplewick kurz abgelenkt ist, erwischt der Doktor ihn beim Kinn und reißt ihm das Gesicht vom Kopf. Wie sich herausstellt, handelt es sich bei Popplewick um einen maskierten Ankläger.
Der Ankläger bestätigt die schlimmsten Befürchtungen des Doktors: Die Fantasy Factory fungiert als Bombe innerhalb der Matrix, die den hohen Rat von Gallifrey auslöschen soll. Mel flüchtet aus der Matrix zum hohen Rat, um die Mitglieder und die Vorsitzende zu warnen, doch diese können nichts tun. Der Doktor schafft es in letzter Minute noch, die Bombe so umzupolen, dass nur das Gebäude der Fantasy Factory im Inneren der Matrix explodiert und dass alle, die außerhalb der Matrix sind, gerettet werden. Vor der Explosion entkommt auch der Doktor aus der Matrix, lässt jedoch den Ankläger zurück, der noch versucht, größeren Schaden anzurichten. Durch die Explosion scheint der Ankläger getötet worden zu sein und die Vorsitzende des Gerichts lässt alle Anschuldigungen dem Doktor gegenüber fallen. Wie sich herausstellt, war auch der Tod von Peri und König Ycranos eine Fälschung und die beiden Leben glücklich auf Ycranos Heimatplaneten als Königspaar.
Nachdem der Doktor und Mel sich zurück in die TARDIS begeben haben, befiehlt die Vorsitzende dem Hüter der Matrix, diese aufzuräumen, doch als dieser sich umdreht, stellt sich heraus, dass es sich beim Hüter ebenfalls um den Ankläger handelt.

## Produktion
Robert Holmes sollte ursprünglich beide Episoden schreiben, starb aber an einem Leberversagen, bevor er beide Drehbücher fertigstellen konnte. Während von Folge 13 ein erster Entwurf vorlag, gab es von Folge 14 lediglich einen rohen Handlungsentwurf. Zur selben Zeit kündigte der damalige Script-Editor der Serie Eric Saward wegen Meinungsverschiedenheiten mit Serienproduzent John Nathan-Turner, willigte aber ein, das Drehbuch zu Folge 14 fertigzustellen und das von Folge 13 überarbeiten. So sollten beide Episoden laut Robert Holmes’ Entwürfen sich mit den Whitechapelmorden und Jack the Ripper beschäftigen, im Finale sollten sich der Doktor und der Ankläger gegenüberstehen und in ein bodenloses Loch fallen, ein Cliffhanger, der erst in Staffel 24 aufgelöst werden sollte. John Nathan-Turner fand dieses Ende jedoch zu deprimierend und verlangte, dass es ein definitives Ende für diese Staffel geben solle, was jedoch Saward ablehnte und sich von der Produktion zurückzog. Außerdem weigerte er sich nun, seine Drehbücher dem Produktionsteam zur Verfügung zu stellen, woraufhin man für Folge 14 erneut ein komplett neues Drehbuch brauchte.
Daraufhin schrieben Pip und Jane Baker ein neues Drehbuch für Folge 14, durften aber aus rechtlichen Gründen den Handlungsentwurf von Robert Holmes für die Folge nicht lesen. Da die Staffel nun in einem positiveren Licht endete, entschied John Nathan-Turner auch, dass am Ende aufgeklärt werden sollte, dass Peri in Mindwarp nicht gestorben ist, sondern König Ycranos geheiratet hat.

## Einschaltquoten
1. The Trial of a Time Lord – Part 13: 4,4 Millionen Zuschauer
2. The Trial of a Time Lord – Part 14: 5,6 Millionen Zuschauer

## Besetzung und Synchronisation
Die Synchronisation der Geschichte übernahm H.W. Film in München unter der Regie von Hendrik Wiethase, der auch das Dialogbuch verfasste.
| Rolle                    | Schauspieler     | Synchronsprecher     |
| ------------------------ | ---------------- | -------------------- |
| Der (6.) Doktor          | Colin Baker      | Michael Schwarzmaier |
| Melanie „Mel“ Bush       | Bonnie Langford  | Michaela Amler       |
| Ankläger (Valeyard)      | Michael Jayston  | Fred Maire           |
| Vorsitzende (Inquisitor) | Lynda Bellingham | Marion Hartmann      |
| Meister (Master)         | Anthony Ainley   | Reinhard Glemnitz    |
| Sabalom Glitz            | Tony Selby       | Holger Schwiers      |
| Mr. Popplewick           | Geoffrey Hughes  | Fred Maire           |
| Hüter der Matrix         | James Bree       | Leo Bardischewski    |

## Veröffentlichung
In England wurde eine Romanversion der Geschichte, geschrieben von Pip und Jane Baker, im April 1988 durch Target Books veröffentlicht. Dabei wurden für die zwei Folgen der Titel The Ultimate Foe verwendet. 1993 folgte eine Veröffentlichung auf VHS, zusammen mit den anderen zehn Teilen des Handlungsstrangs, als The Trial of a Time Lord Box Set und am 29. September 2008 folgte eine DVD-Box aller 14 Folgen unter demselben Titel.
In Deutschland wurden die beiden Episoden am 23. und 24. Februar 1995 in deutscher Erstausstrahlung gezeigt. Auf DVD erschienen die Folgen am 29. Juli 2016 als Teil des DVD-Sets Doctor Who – Der sechste Doktor: Volume 3. Dabei erhielten sie den Beititel Der schlimmste Feind.

## Trivia
- Ein früher Produktionstitel der Folgen lautete Time Incorporated (zu deutsch Zeit AG).
- Die letzte Folge mit Colin Baker in der Rolle als Doktor. Ursprünglich sollte er noch zu Beginn der folgenden Staffel auftauchen, um seine Regenerationsszene zu filmen, lehnte aber ab, da die BBC ihn nach Fertigstellung der 23. Staffel feuerte.